# Maarten Tromp
Maarten Harpertzoon Tromp, född 23 april 1598 i Brielle, död 10 augusti 1653 i slaget vid Scheveningen, var en holländsk sjöamiral.

## Biografi
Tromp uppfostrades under faderns ledning till sjöman. År 1617 inträdde han i den nederländska flottan, vars befälhavande amiral (luitenant-admiral) han blev 1637. 
En av hans första meriter var segern 1639, då han slog spanska flottan i engelska kanalen (sjöslaget vid Downs). 
Under det första engelsk-holländska krigen på 1650-talet kämpade han med omväxlande lycka. Efter några förluster 1652 miste han tidvis befälet men 1653 hade han åter flera mindre framgångar. 
Tromps största nederlag var däremot det stora sjöslaget vid Scheveningen 8–10 augusti 1653. Under den sista dagens strid stupade han.
Även hans son, Cornelis Tromp, blev amiral.